# Glandirana tientaiensis
Glandirana tientaiensis es una especie de anfibio anuro de la familia Ranidae.

## Distribución geográfica
Esta especie es endémica de China centro-oriental. Se encuentra en la provincia sureste de Anhui y la provincia de Zhejiang entre los 100 y 700 m sobre el nivel del mar.

## Etimología
El nombre de la especie está compuesto de tientai y del sufijo latino -ensis que significa "que vive, que habita", y le fue dado en referencia al lugar de su descubrimiento, el condado Tiantai en Zhejiang.

## Publicación original
- Chang, 1933 : Two new amphibian records from Chekiang. Peking Natural History Bulletin, vol. 8, p. 75-80.[4]